# Xixin, Chongqing
Xixin (kinesiska: 洗新) är en socken i sydvästra Kina. Den ligger i Shizhu härad i storstadsområdet Chongqing, omkring 180 kilometer öster om det centrala stadsdistriktet Yuzhong. Antalet invånare är 3 541. Befolkningen består av 1 666 kvinnor och 1 875 män. Barn under 15 år utgör 26,0 %, vuxna 15-64 år 58 %, och äldre över 65 år 14,0 %.